# Scione
 (janvier 2017).
Si vous disposez d'ouvrages ou d'articles de référence ou si vous connaissez des sites web de qualité traitant du thème abordé ici, merci de compléter l'article en donnant les références utiles à sa vérifiabilité et en les liant à la section « Notes et références ».
Scione (en grec ancien : Σκιώνη / Skióni) est une cité de la Grèce antique située en Chalcidique, dans la presqu'île de Pallène, sur la mer Égée.

## Histoire
Elle est fondée au VIIIe siècle av. J.-C. par des Achéens.
Passée sous la domination d'Athènes, elle doit lui payer un tribut annuel de six talents à l'époque de la ligue de Délos. Lors de la guerre du Péloponnèse, elle accueille avec enthousiasme le général spartiate Brasidas en -423, ce qui entraîne des représailles féroces de la part de Cléon : les hommes furent mis à mort et le site donné à des réfugiés venus de Platées. Elle obéit plus tard à Olynthe, avant de faire partie du royaume de Macédoine.
La ville actuelle de Néa Skióni est bâtie à proximité.
Selon Conon le Mythographe, et le militaire romain Polyen du IIe siècle, la ville fut fondée par des Grecs revenant de Troie en raison des Nauprestides.

## Personnalité liée
- Hydna, nageuse et héroïne grecque.